# Hannes Delcroix
Hannes Delcroix, né le 28 février 1999 à Petite-Rivière-de-l'Artibonite en Haïti, est un footballeur international belge, d'origine haïtienne, qui joue au poste de défenseur central au Burnley FC.

## Biographie

### En club
Né à Petite-Rivière-de-l'Artibonite en Haïti sous le nom de Piterson Desir, il est adopté à l'âge de deux ans par une famille belge qui habite le village d'Horendonk dans la commune d'Essen. Il est formé au RSC Anderlecht à partir de 2013. Le 25 janvier 2017, à 17 ans, il signe son premier contrat professionnel avec son club formateur.
Le 12 juillet 2019, Hannes Delcroix est prêté au RKC Waalwijk, tout juste promu en première division néerlandaise. Il joue son premier match lors d'une rencontre d'Eredivisie le 3 août 2019 face au VVV Venlo. Il est titulaire et inscrit même son premier but en ouvrant le score de la tête sur une passe décisive de Anas Tahiri. Toutefois son équipe s'incline par trois buts à un à l'issue de la rencontre.
Il est de retour au RSC Anderlecht pour la saison 2020-2021 et parvient à s'imposer comme titulaire. Cependant, en mars 2021, Delcroix est victime d'une blessure au genou qui met un terme à sa saison.
En janvier 2022, Hannes Delcroix fait son retour à la compétition après cinq mois d'absence en raison d'une blessure à un genou. Il rechute toutefois le 26 janvier 2022, lors d'un match de championnat perdu contre le Cercle Bruges KSV (0-2),.
Le 22 août 2023, il signe un contrat de trois ans pour le Burnley FC, où il retrouve Vincent Kompany sous la férule duquel il était devenu titulaire en équipe première à Anderlecht. Sans une seule minute de jeu en 2024-2025, il se voir prêté lors du mercato hivernal à Swansea City, qui évolue en Championship.

### En sélections nationales
Avec les moins de 17 ans, il participe au championnat d'Europe des moins de 17 ans en 2016. Lors de cette compétition organisée en Azerbaïdjan, il officie comme titulaire et joue quatre matchs. La Belgique s'incline en quart de finale face à l'Allemagne.
Avec les moins de 19 ans, il inscrit deux buts. Il marque contre les Etats-Unis en match amical, puis contre la Suisse lors des éliminatoires du championnat d'Europe 2018. Il officie à plusieurs reprises comme capitaine de cette sélection.
Le 11 novembre 2020, il honore sa première sélection en équipe nationale A lors d'un match amical contre la Suisse, en entrant en jeu à la place de Jan Vertonghen (victoire 2-1).

## Statistiques

### En club
| Saison                | Club                  | Championnat           | Championnat | Championnat | Championnat | Coupe nationale | Coupe nationale | Coupe nationale | Coupe de la Ligue | Coupe de la Ligue | Coupe de la Ligue | Compétition(s) continentale(s) | Compétition(s) continentale(s) | Compétition(s) continentale(s) | Compétition(s) continentale(s) | Autres compétitions | Autres compétitions | Autres compétitions | Autres compétitions | Total | Total | Total |
| Saison                | Club                  | Division              | M.          | B.          | P.d.        | M.              | B.              | P.d.            | M.                | B.                | P.d.              | Comp.                          | M.                             | B.                             | P.d.                           | Comp.               | M.                  | B.                  | P.d.                | M.    | B.    | P.d.  |
| 2019-2020             | RKC Waalwijk (prêt)   | Eredivisie            | 23          | 1           | 1           | 1               | 0               | 0               | -                 | -                 | -                 | -                              | -                              | -                              | -                              | -                   | -                   | -                   | -                   | 24    | 1     | 1     |
| 2018-2019             | RSC Anderlecht        | Division 1A           | 1           | 0           | 0           | -               | -               | -               | -                 | -                 | -                 | C3                             | 1                              | 0                              | 0                              | PO1                 | -                   | -                   | -                   | 2     | 0     | 0     |
| 2020-2021             | RSC Anderlecht        | Division 1A           | 23          | 0           | 0           | 2               | 0               | 0               | -                 | -                 | -                 | -                              | -                              | -                              | -                              | PO1                 | -                   | -                   | -                   | 25    | 0     | 0     |
| 2021-2022             | RSC Anderlecht        | Division 1A           | 5           | 0           | 0           | -               | -               | -               | -                 | -                 | -                 | C4                             | 2                              | 1                              | 0                              | PO1                 | 5                   | 0                   | 0                   | 12    | 1     | 0     |
| 2022-2023             | RSC Anderlecht        | Division 1A           | 16          | 0           | 0           | 2               | 0               | 0               | -                 | -                 | -                 | C4                             | 7                              | 1                              | 0                              | -                   | -                   | -                   | -                   | 25    | 1     | 0     |
| 2023-2024             | RSC Anderlecht        | Division 1A           | 1           | 0           | 0           | -               | -               | -               | -                 | -                 | -                 | -                              | -                              | -                              | -                              | -                   | -                   | -                   | -                   | 1     | 0     | 0     |
| Sous-total            | Sous-total            | Sous-total            | 46          | 0           | 0           | 4               | 0               | 0               | -                 | -                 | -                 | -                              | 10                             | 2                              | 0                              | -                   | 5                   | 0                   | 0                   | 65    | 2     | 0     |
| 2022-2023             | RSCA Futures          | Division 1B           | -           | -           | -           | -               | -               | -               | -                 | -                 | -                 | -                              | -                              | -                              | -                              | PO                  | 1                   | 0                   | 0                   | 1     | 0     | 0     |
| 2023-2024             | Burnley FC            | Premier League        | 12          | 0           | 0           | 1               | 0               | 0               | 2                 | 0                 | 0                 | -                              | -                              | -                              | -                              | -                   | -                   | -                   | -                   | 15    | 0     | 0     |
| 2024-2025             | Swansea City (prêt)   | Championship          | 12          | 0           | 0           | 0               | 0               | 0               | -                 | -                 | -                 | -                              | -                              | -                              | -                              | -                   | -                   | -                   | -                   | 12    | 0     | 0     |
| Total sur la carrière | Total sur la carrière | Total sur la carrière | 93          | 1           | 1           | 6               | 0               | 0               | 2                 | 0                 | 0                 | -                              | 10                             | 2                              | 0                              | -                   | 6                   | 0                   | 0                   | 117   | 3     | 1     |

### En sélections nationales
| Saison                | Sélection             | Phases finales        | Phases finales | Phases finales | Phases finales | Éliminatoires CDM | Éliminatoires CDM | Éliminatoires CDM | Éliminatoires EURO | Éliminatoires EURO | Éliminatoires EURO | Ligue des Nations | Ligue des Nations | Ligue des Nations | Matchs amicaux | Matchs amicaux | Matchs amicaux | Total | Total | Total |
| Saison                | Sélection             | Compétition           | M              | B              | Pd             | M                 | B                 | Pd                | M                  | B                  | Pd                 | M                 | B                 | Pd                | M              | B              | Pd             | M     | B     | Pd    |
| --------------------- | --------------------- | --------------------- | -------------- | -------------- | -------------- | ----------------- | ----------------- | ----------------- | ------------------ | ------------------ | ------------------ | ----------------- | ----------------- | ----------------- | -------------- | -------------- | -------------- | ----- | ----- | ----- |
| 2020-2021             | Belgique              | -                     | -              | -              | -              | -                 | -                 | -                 | -                  | -                  | -                  | 0                 | 0                 | 0                 | 1              | 0              | 0              | 1     | 0     | 0     |
| Total sur la carrière | Total sur la carrière | Total sur la carrière | -              | -              | -              | -                 | -                 | -                 | -                  | -                  | -                  | 0                 | 0                 | 0                 | 1              | 0              | 0              | 1     | 0     | 0     |

### Matchs internationaux
| Matchs internationaux de Hannes Delcroix, | Matchs internationaux de Hannes Delcroix, | Matchs internationaux de Hannes Delcroix, | Matchs internationaux de Hannes Delcroix, | Matchs internationaux de Hannes Delcroix, | Matchs internationaux de Hannes Delcroix, | Matchs internationaux de Hannes Delcroix, | Matchs internationaux de Hannes Delcroix,                         |
| #                                         | Date                                      | Lieu                                      | Adversaire                                | Résultat                                  | Compétition                               | Club                                      | Notes                                                             |
| ----------------------------------------- | ----------------------------------------- | ----------------------------------------- | ----------------------------------------- | ----------------------------------------- | ----------------------------------------- | ----------------------------------------- | ----------------------------------------------------------------- |
| 1                                         | 11 novembre 2020                          | Stade Den Dreef, Louvain, Belgique        | Suisse                                    | V 2 - 1                                   | Match amical                              | RSC Anderlecht                            | Entre en jeu à la place de Jan Vertonghen à la 58e minute de jeu. |

## Palmarès

### En club
|  |  | RSC Anderlecht - Coupe de Belgique : - Finaliste : 2022. |